# Наталино (Харьковская область)
Наталино (укр. Наталине) — село, Наталинский сельский совет, Красноградский район, Харьковская область, Украина.
Код КОАТУУ — 6323383001. Население по переписи 2001 года составляет 3594 (1703/1891 м/ж) человека, 2620 человек в 2023 году.
Является административным центром Наталинского сельского совета, в который, кроме того, входят село Ульяновка и посёлок Ленинское (ликвидирован).

## Географическое положение
Село Наталино находится на левом берегу реки Берестовая, выше по течению в 2-х км — село Ульяновка, ниже по течению на расстоянии в 5 км расположены сёла Добренькая и Мартыновка, на противоположном берегу реки — город Красноград. Через село проходят автомобильные дороги М-18 и Т-2119.

## История
- 1780 — дата основания.

```
 Старое название - Шаховка (карта Шуберта)
```

## Экономика
- Гостиница «Лесная».
- «Семена-Красноград», агрофирма, ОАО.
- Подсобное хозяйство «Украина».
- Дочернее предприятие «Красноградская мебельная фабрика».
- Красноградская овощная фабрика, ООО.